# The Carpet Crawlers
The Carpet Crawlers, nota anche come Carpet Crawl, The Carpet Crawl o Carpet Crawlers, è un brano dei Genesis, originariamente pubblicato sul concept album The Lamb Lies Down on Broadway del 1974 e l'anno successivo estratto come singolo dall'album; è stato l'ultimo singolo della band cantato da Peter Gabriel. Sul lato B vi era una versione live di un altro brano dell'album, The Waiting Room. 
Nel 1999 fu pubblicata, sempre come singolo, una versione registrata nuovamente dal gruppo, intitolata The Carpet Crawlers 1999 e fu l'ultimo singolo registrato dai membri della formazione originale della band (Gabriel, Rutherford, Banks, Collins ed Hackett).
Nel 2013 Steve Hackett ha pubblicato una cover del brano nel suo album Genesis Revisited II - Selected con la voce di Ray Wilson. Il brano è l'unico nel repertorio del gruppo ad essere stato inciso da tutti e tre i cantanti della band.

## Significato
Il brano è stato composto principalmente da Mike Rutherford e Tony Banks, con l'aiuto di Peter Gabriel.
Come in tutti i brani dell'album, in questo brano si racconta una porzione della storia di Rael, teppista newyorkese capitato chissà come in un mondo sotterraneo, nel quale vive numerose strane avventure. 
In questo brano il protagonista si ritrova in un corridoio coperto da una moquette rossa sulla quale vede degli uomini strisciare lentamente verso una pesante porta di legno, situata alla fine del corridoio. Lui è l'unico a potersi muovere liberamente, mentre gli altri sono costretti a strisciare. Raggiunge la porta e attraversandola si ritrova in una stanza dentro la quale si trova una scala a chiocciola. Salendola, si troverà in una sala con 32 porte.
A questo punto la narrazione si interrompe per continuare nella successiva traccia dell'album, The Chamber of 32 Doors.